# Cratere Xantippe
Xantippe  è un cratere sulla superficie di Venere. Deve il suo nome a Santippe (in greco antico: Ξανθίππη?), donna ateniese moglie del filosofo Socrate.